# Paltrak

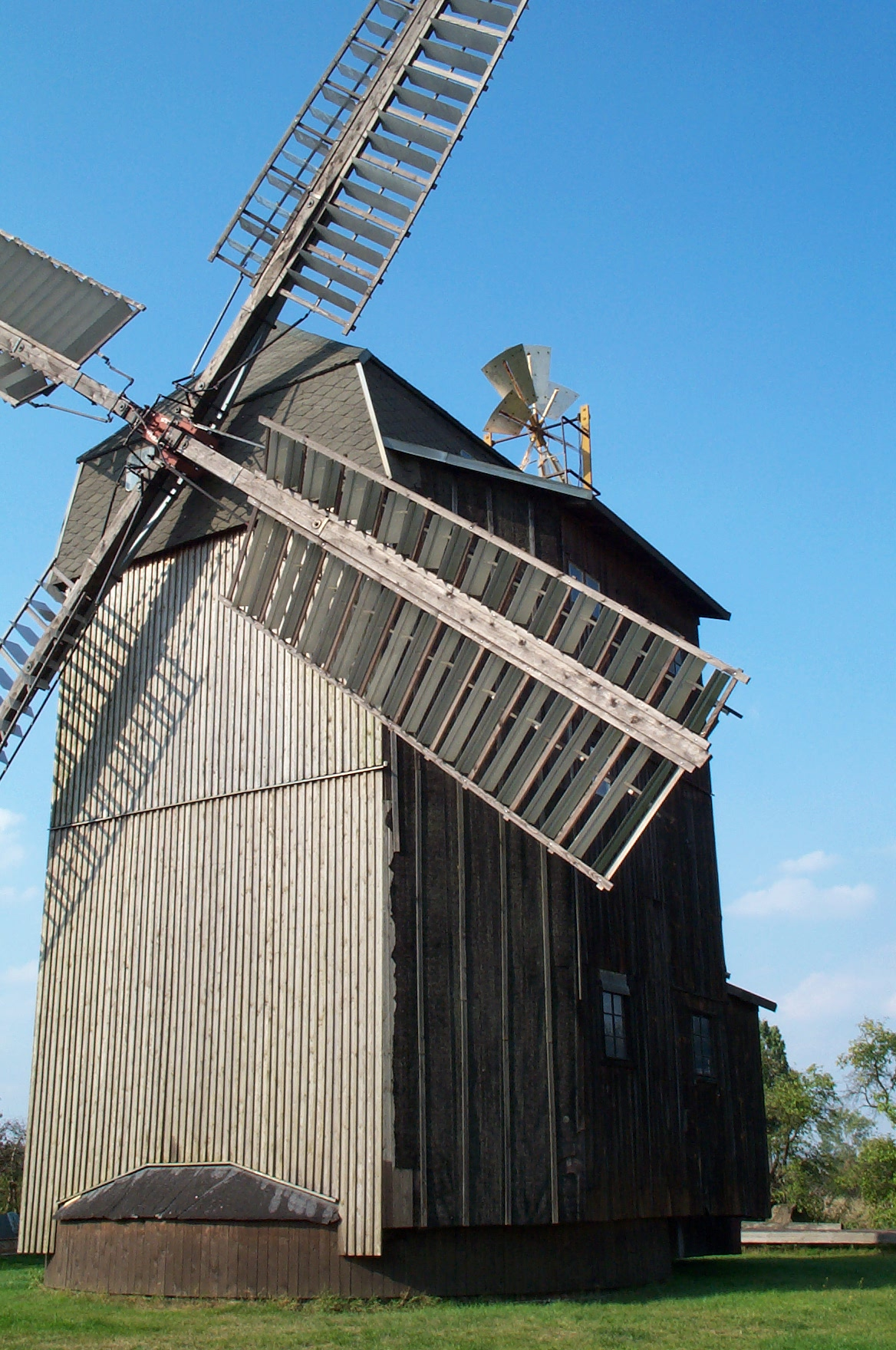
Paltrak. Główny korpus opiera się na murowanej podstawie, którą widać pod spodem

Paltrak – typ wiatraka, w którym zasadniczą częścią są obracane wiatrem śmigi (skrzydła napędowe) poruszające urządzenia do mielenia ziarna. Paltrak (podobnie jak koźlak) obracany jest w całości wraz z maszynami na kierunek wiatru, są jednak solidniej osadzone na torze jezdnym i rolkach umieszczonych w pierścieniu. 
Mechanizm paltraka (maszyna oraz mechanizm obrotu) oraz właściwości mielące (wydajność) są identyczne jak u koźlaka. Paltrak jest jednak konstrukcją solidniejszą i bardziej odporną na silny wiatr dzięki wielopunktowemu łożyskowaniu na zespole rolek. Koźlak podparty jest na jednym słupie utrzymywanym przez kozioł, dlatego stosunkowo łatwo może być wywrócony, a osiowy słup nośny złamany.
Paltrak oprócz osi obrotu dodatkowo opiera się na podłożu całym swoim obwodem, wpuszczonym we wzmocnione żeliwem zagłębienie fundamentu. Obracanie na wiatr wymaga mniejszego wysiłku, gdyż na obwodzie, pod spodem, znajdują się stalowe rolki i istnieje możliwość ich smarowania. W nowszych mechanizmach zamiast dyszla i konia do obracania stosuje się dodatkowy mechanizm wiatrowy umieszczony po przeciwnej stronie skrzydła roboczego.

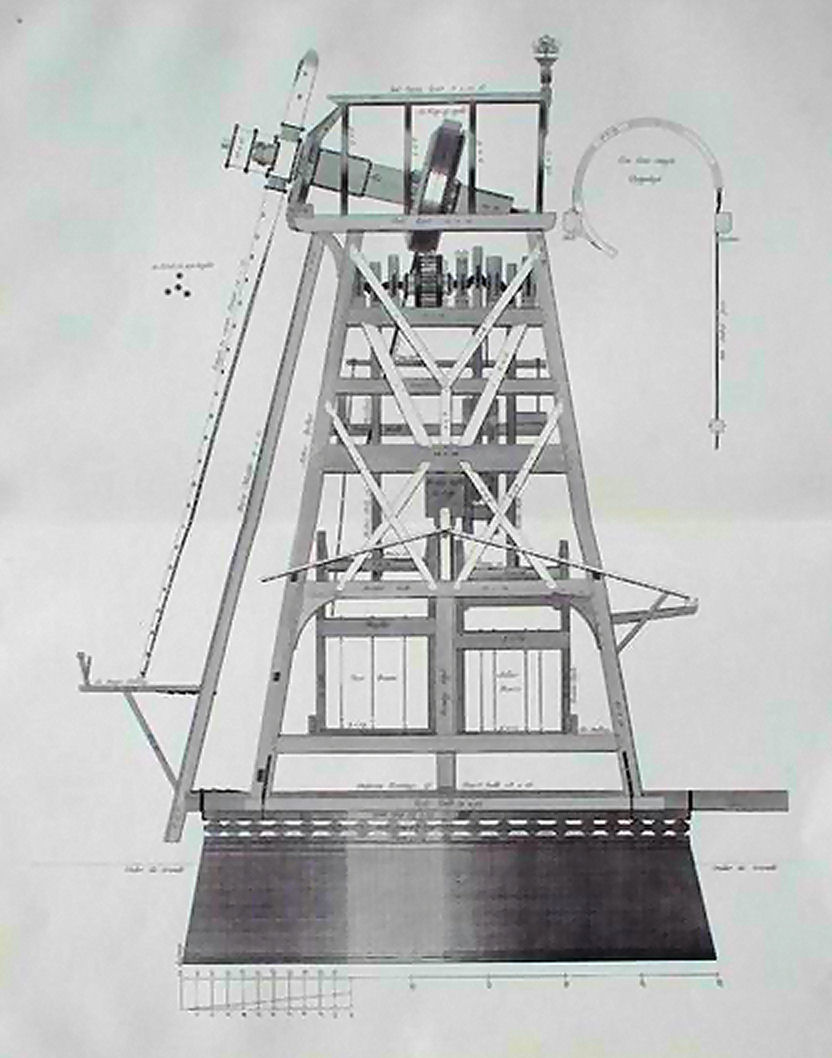
Przekrój, rolkowe łożysko u podstawy
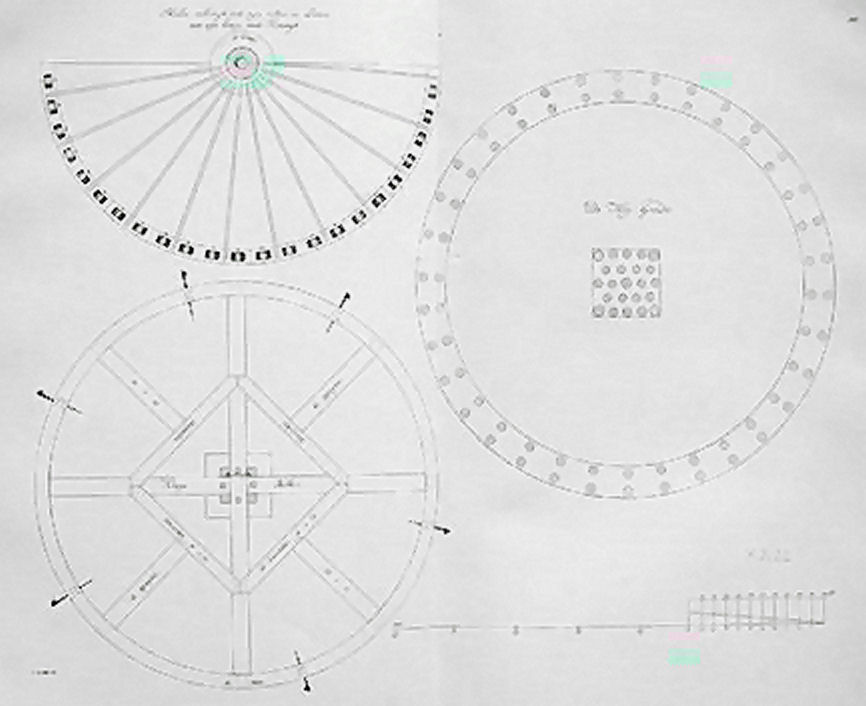
Rzut łożyska rolkowego od góry
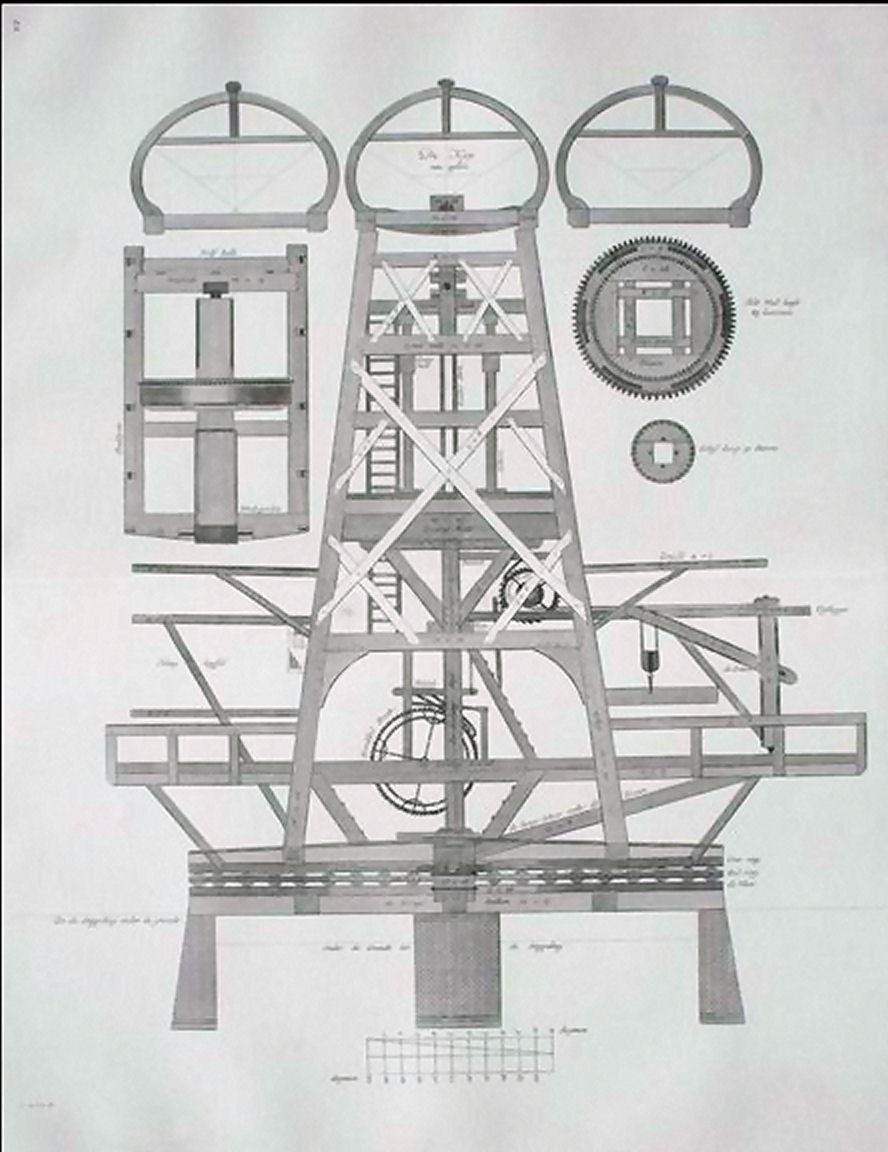
Holenderski typ paltraka
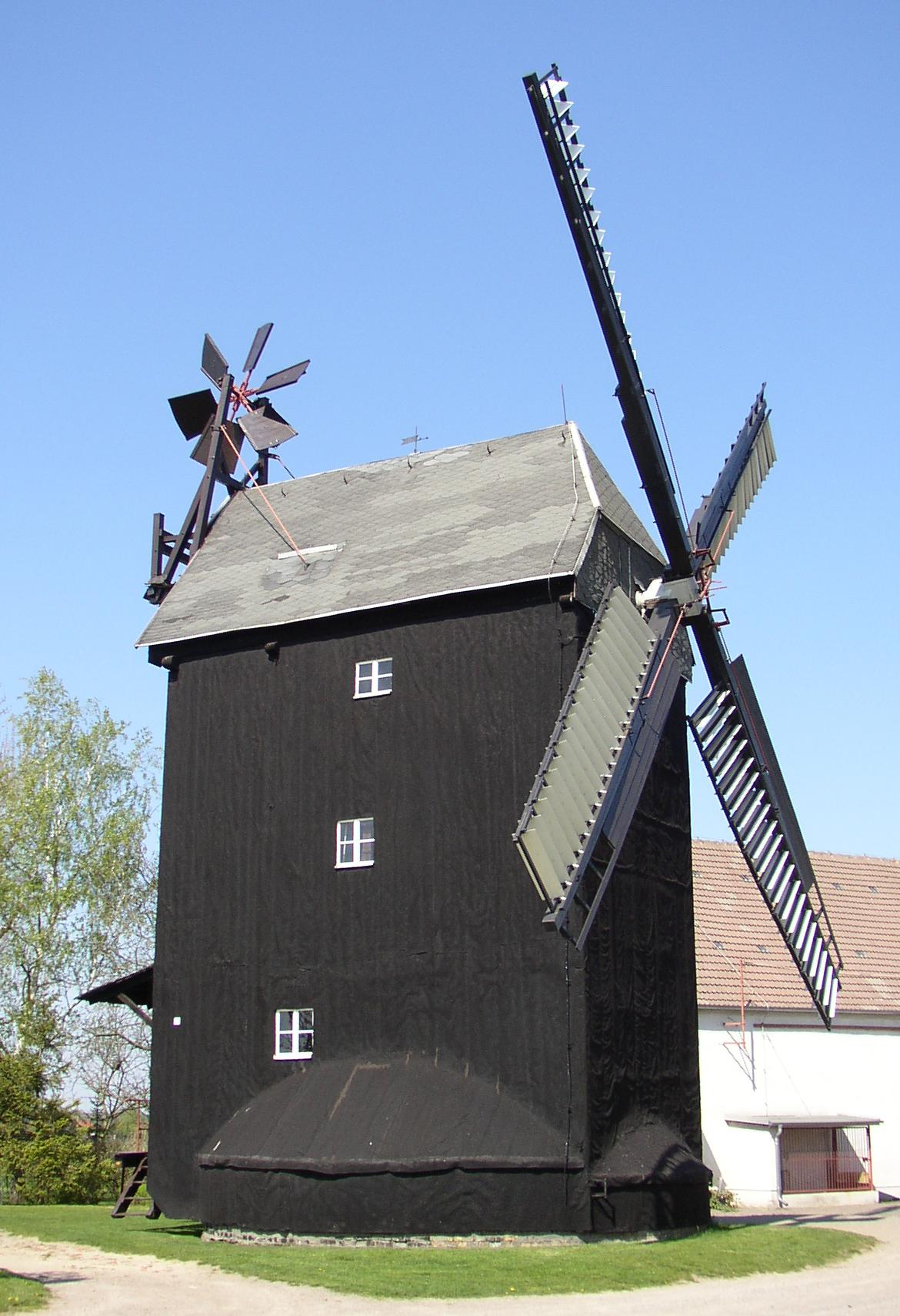
Paltrak w Audenhain-Mockrehna, Saksonia